# Atomic Rose
Atomic Rose es un ana banda de dream pop e indie rock Hondureño originario de Tegucigalpa. Conformado actualmente por Daniela Aguilar, Iván Zaldivar, Eduardo Moreno, Gabriel Fléfil y Daniel Frañón. Creada en 2019, la banda saltó a la popularidad con el lanzamiento de su EP Afterparty Blues en febrero del 2020. Su canción titulada "cool girl" fue su sencillo mas escuchado a nivel internacional.

## Historia
La banda fue creada por Daniela Aguilar (vocalista), Eduardo Moreno (guitarrista) y otros miembros que inicialmente formaban un grupo Red Rockets antes de conocer a Daniela, quien se unió a ellos como amiga de Eduardo.
Según la vocalista el proyecto no comenzó de manera oficial como una banda. En sus primeras etapas, ella era fan de la agrupación, pero con el tiempo, pasó a convertirse en su compañera musical. En sus propias palabras; "Hicimos unas cuantas canciones para ver qué salía, y resulta que tenían fuerza las canciones y podíamos hacer algo con ellas", comentó en una entrevista. Así fue como nació Atomic Rose, cuyo sonido característico rápidamente empezó a llamar la atención en la escena independiente Hondureña.
La explicación de la elección del nombre "Atomic Rose" refleja la dualidad de la banda, combinando la energía poderosa y cataclísmica de su música con la delicadeza representada por una rosa. "Es como nuestro sonido fuerte con nuestras letras vulnerables", explicó Daniela sobre el significado detrás del nombre.
Para 2021 empezaban a tener una creciente base de seguidores en redes sociales y alrededor de 3,000 oyentes mensuales en Spotify, por ese entonces Atomic Rose firmó un contrato con una discográfica mexicana. A pesar del éxito, los miembros de la banda afirman que la creación musical no se siente como un trabajo, ya que el proceso de composición se lleva a cabo de manera colaborativa y espontánea. "Ahora lanzamos música cada dos meses y todas las semanas mandamos ideas por nuestro grupo en WhatsApp", dijo Daniela, destacando cómo cada miembro contribuye al desarrollo de nuevas canciones de forma orgánica.

## Discografía
- Afterparty Blues (2020)
- Coolgirl (2022)
- VCR (2022)
- Big Kids (2023)
- Don't Bring Your Friends (2024)